# Baijnath (Uttarakhand)
Baijnath és un poble de l'Índia al districte de Bageshwar, a Uttarakhand, a la riba del riu Gomti. El lloc és famós pels seus antics temples del segle xiii.
Fou la capital dels reis Katyuri que van governar del segle VII al XI, i en aquell temps era anomenada Kartikeyapura, estan situada al centre de la vall anomenada de Katyur; el 1901 només tenia 148 habitants i pertanyia la districte d'Almora a les Províncies Unides d'Agra i Oudh. El temple principal està dedicat a Kali i s'hi feien sacrificis d'animals; altres temples estan repartits per la vall; les inscripcions permeten datar-los del començament del segle xiii.